# 伊克洛德伯尔德采
伊克洛德伯尔德采，是匈牙利佐洛州所辖的一个村，总面积12.30平方公里，总人口304，人口密度24.7人/平方公里（2010年1月1日）。